# Bussières-et-Pruns
Bussières-et-Pruns é uma comuna francesa na região administrativa de Auvérnia-Ródano-Alpes, no departamento Puy-de-Dôme. Estende-se por uma área de 11,57 km². Em 2010 a comuna tinha 464 habitantes (densidade: 40,1 hab./km²).